# Charles Horvath
 Charles Horvath est un acteur américain né le 27 octobre 1920 à Pennsylvanie et mort le 23 juillet 1978 à Woodland Hills, Los Angeles.

## Biographie
Il a été marié avec Georgiana W. Horvath de 1953 à 1961, ils ont divorcé. Il a été marié à Margo de 1964 au 23 juillet 1978.

## Filmographie
- 1952 : Aladin et sa lampe
- 1952 : L'Homme à la crabine (Carbine Williams)
- 1952 : Voodoo Tiger
- 1953 : Le Justicier impitoyable (Back to God's Country) de Joseph Pevney : Nelson
- 1953 : La Taverne des révoltés (The Man Behind the Gun) de Felix E. Feist (rôle non crédité)
- 1953 : Miss Sadie Thompson
- 1954 : Border River
- 1954 : Taza, Son of Cochise
- 1954 : Rails Into Laramie
- 1954 : Le Signe du païen (Sign of the Pagan)
- 1955 : Vera Cruz de Robert Aldrich
- 1955 : Le Tueur au cerveau atomique (Creature with the Atom Brain)
- 1956 : Pilars Of The Sky
- 1959 : Quand la terre brûle (The Miracle) d'irving Rapper et Gordon Douglas
- 1961 : Les Cavaliers de l'enfer (Posse from Hell) de Herbert Coleman (de)